# Il diario dell'amore
Il diario dell'amore (The Book of Love) è un film del 2016 diretto Bill Purple con Maisie Williams, Jessica Biel e Jason Sudeikis.
Il film, originariamente intitolato The Devil and the Deep Blue Sea, ha avuto la sua prima mondiale al Tribeca Film Festival il 14 aprile 2016. È stato distribuito negli Stati Uniti il 13 gennaio 2017 da Electric Entertainment.

## Trama
Dopo la morte accidentale della moglie Penny, incinta, il riservato architetto Henry si sforza di trovare un senso nella sua vita e nel lavoro che una volta lo consumava. Mentre continua a lavorare sulla casa che lui e Penny stavano costruendo insieme, Henry è attratto da una misteriosa giovane vagabonda di nome Millie, che Penny gli aveva chiesto di aiutare. Sebbene Millie inizialmente diffidi di Henry, tra i due nasce un'amicizia quando lei rivela la sua ambizione di costruire una zattera per cercare il padre disperso in mare. Prendendo il ruolo del padre che avrebbe dovuto avere, Henry trascura il lavoro e altre responsabilità per aiutare Millie nella sua ricerca. Mentre lavorano insieme, riesce a capire che lei può aiutarlo a guarire così come lui può aiutarla.

## Produzione
Nel maggio del 2012, Jessica Biel, Chloë Grace Moretz, e Jeffrey Dean Morgan, furono scelti per il cast del film, con Bill Purple scelto per filmare da Robbie Pickering. Justin Timberlake ha servito come compositore e supervisore musicale, Biel anche come produttrice del film, accanto a Michelle Purple, Ross M. Dinerstein e Darby Angel, sotto il loro Iron Ocean Films, Preferred Content e banner AngelWorld rispettivamente. Nel marzo del 2015, Jayson Warner Smith, Orlando Jones, Paul Reiser, Maisie Williams e Jason Sudeikis si unirono al cast del film.

## Distribuzione
L'anteprima mondiale del film è stata al Tribeca Film Festival il 14 aprile 2016. Subito dopo l'Electric Entertainment acquisì i diritti di distribuzione del film negli Stati Uniti È stato riprodotto sugli schermi all'Heartland Film Festival e al Napa Valley Film Festival. Il film fu distribuito negli Stati Uniti il 13 gennaio 2017.

## Musica
La colonna sonora del film è stata composta da Justin Timberlake e Mitchell Owens ed è stata pubblicata il 13 gennaio 2017.